# 597

## Събития
- Сблъсък на български отряд от около 1000 души с византийска войска при устието на река Осъм.
- Начало на християнизацията на англо-саксите. Августин е изпратен от папа Григорий I в Англия, където покръства владетеля на Кент Етелберт и основава Кентърберийското архиепископство.

## Владетели
- Понтификат на папа Григорий I Велики (590 – 604)